# ذخیره‌گاه دریایی

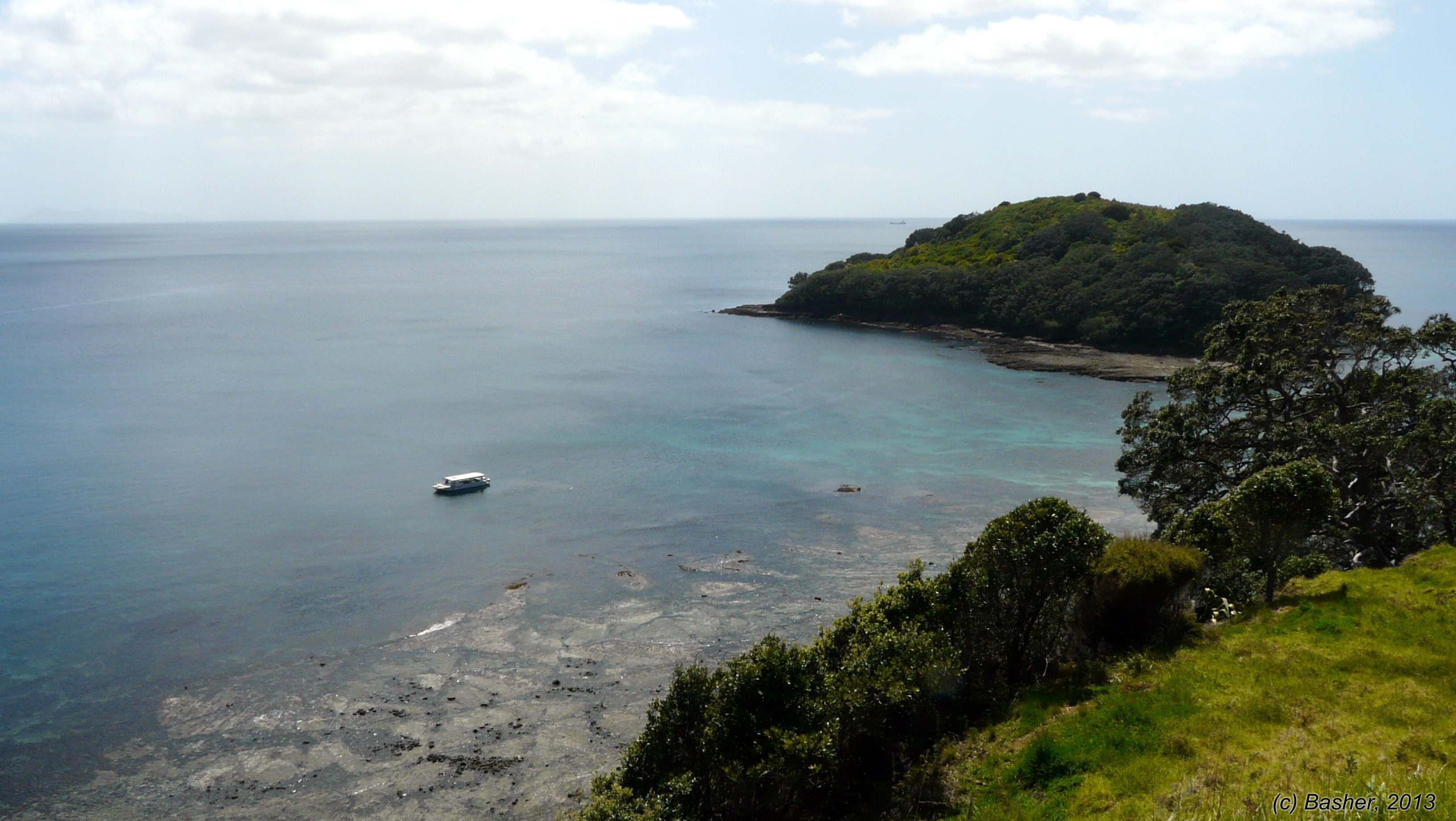
جزیره بز در منطقه حفاظت‌شده دریایی کیپ رادنی-اوکاکاری (لی، وارکورث، نیوزیلند).

ذخیره‌گاه دریایی نوعی منطقه حفاظت‌شده دریایی است که دارای حفاظت قانونی در برابر ماهیگیری یا توسعه است. تا سال ۲۰۰۷ کمتر از ۱ درصد از اقیانوس‌های جهان به عنوان ذخایر دریایی کنار گذاشته شده بود. از مزایای آن می‌توان به افزایش تنوع، تراکم، زیست‌توده، اندازه بدن و پتانسیل تولیدمثلی ماهیگیری و سایر گونه‌ها در محدوده آنها اشاره کرد.
تا سال ۲۰۱۰، دانشمندان بیش از ۱۵۰ ذخیره‌گاه دریایی را در حداقل ۶۱ کشور مطالعه کرده و تغییرهای زیست‌شناختی داخل ذخیره‌گاه را زیرنظر گرفتند. تعداد گونه‌ها در هر مطالعه از ۱ تا ۲۵۰ و اندازه ذخیره‌گاه از ۰٫۰۰۶ تا ۸۰۰ کیلومتر مربع (۰٫۰۰۲ تا ۳۱۰ مایل مربع) متغیر بود. در سال ۲۰۱۴، انجمن جهانی پارک‌ها، برای ایجاد مناطق ممنوع در حدود ۳۰ درصد از هر زیستگاه در سطح جهان را هدفگذاری کرد.

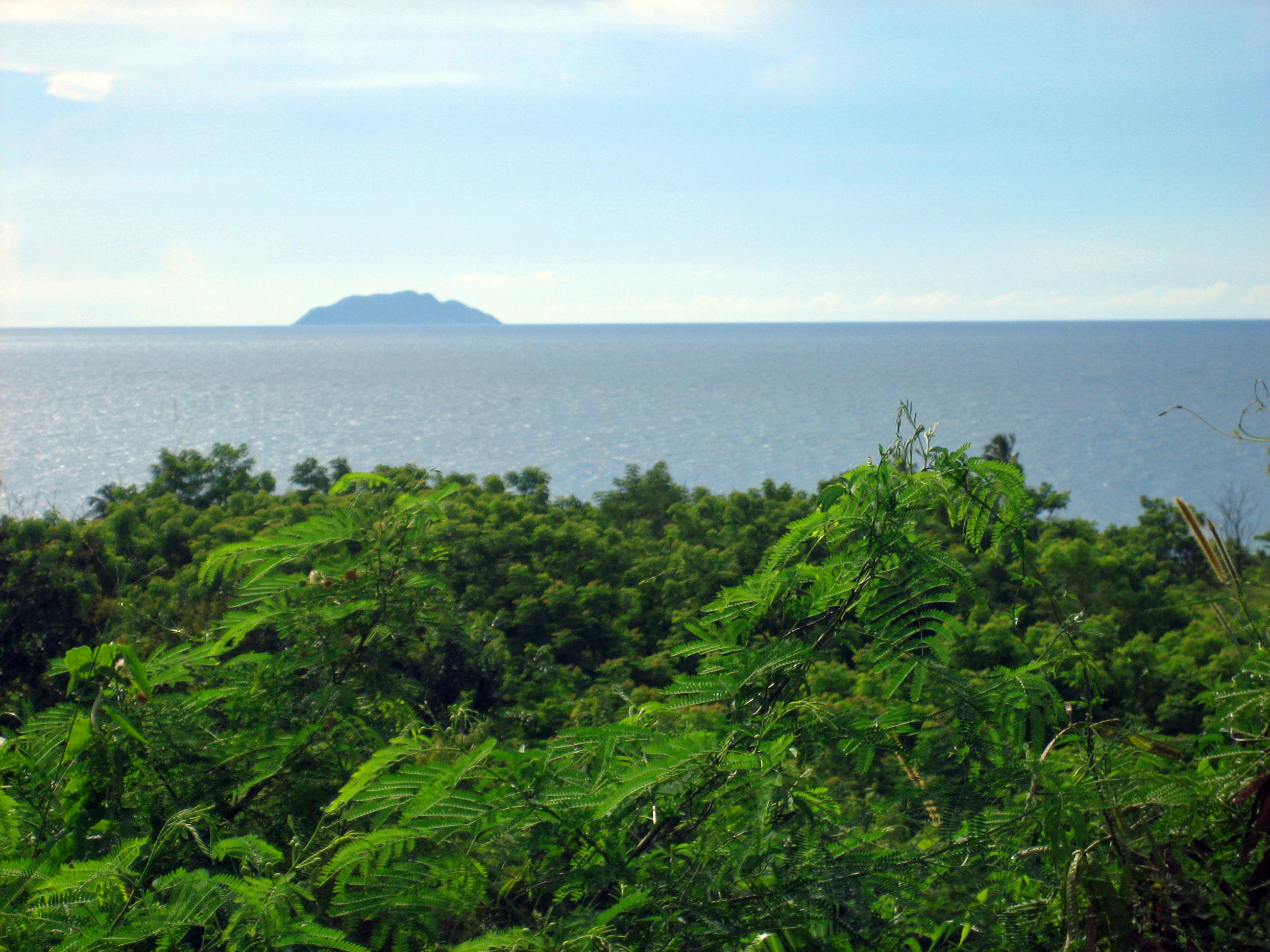
نمایی از دیسِکئو از رینسون

## جستارهای بیشتر
- پارک دریایی
- منطقه حفاظت‌شده دریایی